# Ignacio Guibert Amor
Ignacio Guibert Amor (Pamplona, 1916- 6 de septiembre de 1992, Madrid) fue un pintor navarro dedicado a la pintura de paisajes, principalmente marinos, florales y de ambientes rurales. Su intención fue preciosista y decorativa.
Junto con artistas como Crispín Martínez, Gerardo Sacristán, Antonio Cabasés, Emilio Sánchez Cayuela “Gutxi”, Pedro Lozano de Sotés y Francis Bartolozzi, forma parte de la primera generación de pintores contemporáneos de Navarra y España, que desarrollaron su obra artística en un periodo de apertura a la modernización de la pintura española, coexistiendo por un lado las tendencia tradicionales y por otro, las tendencias más innovadoras, llegadas desde Europa por Bilbao y Barcelona.

## Biografía
Nació en Pamplona en 1916. Sus padres fueron Mercedes Amor y Joaquín Guibert, y sus hermanos Joaquín y María Jesús Guibert. Su trabajo con los telares le llevó a trasladarse a Madrid en 1940, donde empezó a estudiar pintura en la Academia Peña, con Eduardo Peña, a la vez que acudía a clases libres del Círculo de Bellas Artes de Madrid, donde se ejercitó en la práctica del desnudo.
Ahí se casó con Mercedes Iglesias Andrés, con la que formó una familia. 
Durante esa época también trabajó como ilustrador de varios libros, como “Siluetas de escritores contemporáneos”, de César González Ruano y “Narraciones históricas contemporáneas” de Natalio Rivas.

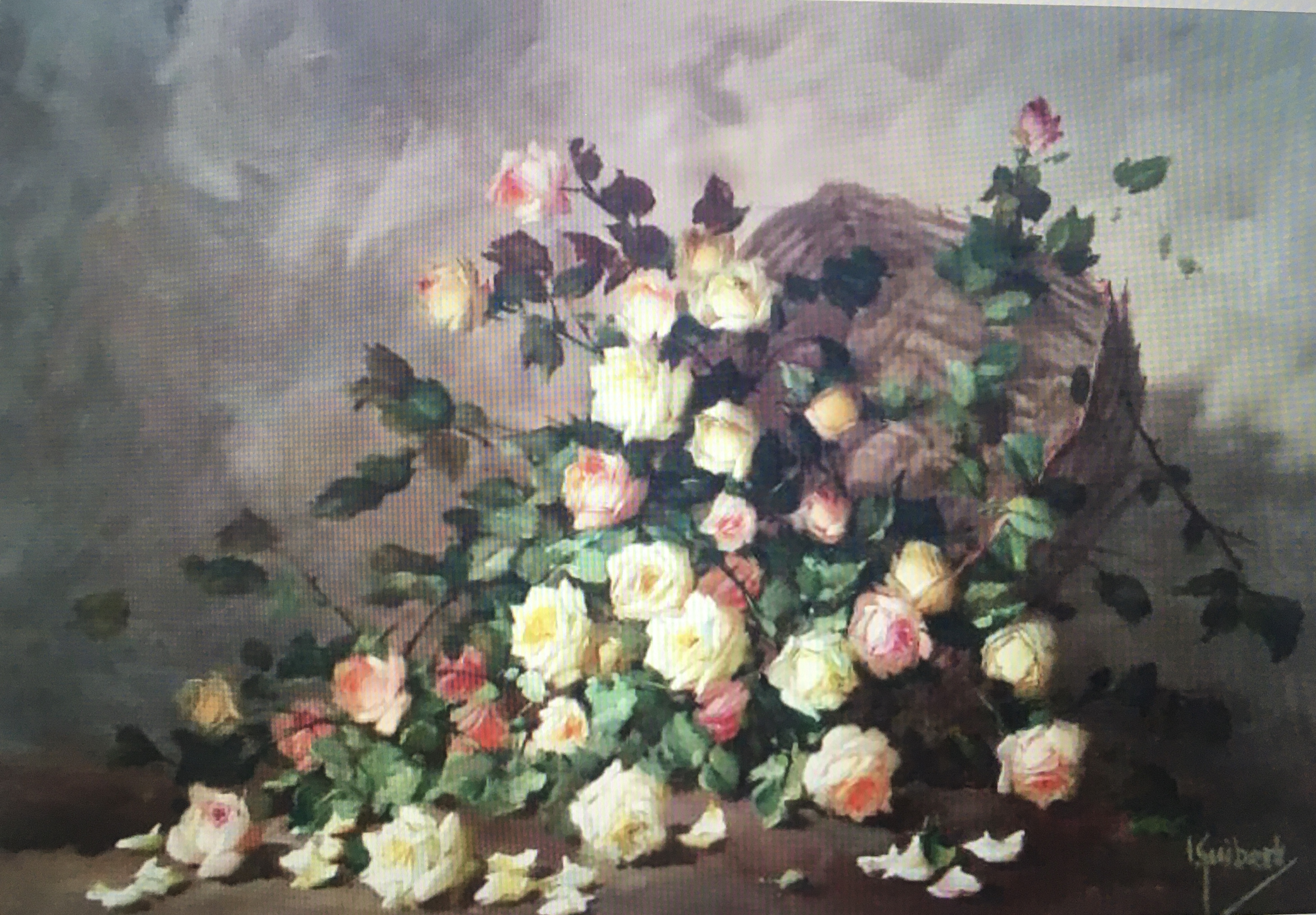
Composición floral, Ignacio Guibert

No obstante, se centró en la organización de exposiciones, a las cuales les dedicaría los siguientes 50 años de su carrera profesional. Con la primera de ellas, en la Sala Ibáñez de Pamplona, en 1951, quedó de manifiesto su apego a su tierra natal, Pamplona, donde expuso en reiteradas ocasiones varias de sus series pictóricas ("pintura navarra en torno al río", etc).  Además de en su tierra de origen, expuso en Barcelona, Valladolid, Vitoria, Madrid, Logroño, Alicante, Bilbao, Oviedo y Valencia. Su obra adquirió un importante renombre, tanto por parte de la Academia como por parte de la sociedad española e internacional, llegando a exponer en la Galería The Embassy, Miami, EE.UU. en 1985, y colaborando con la Art-Lore I.N.C de Nueva York, EE. UU.
En 1983 sufrió una embolia que le inmovilizó la mano derecha. Por lo tanto, la última década de su vida realizó sus obras con la mano izquierda, demostrándose su dominación de la  técnica pictórica, conseguida en gran parte por sus trabajos artesanos anteriores con los telares.
Salvador Martín Cruz, crítico de arte navarro y seguidor de la obra de Guibert, lo describió de la siguiente manera: 
Hombre serio, ordenado y correcto, de palabras justas, tímido en apariencia; su imagen alta y delgada, su leve bigote, se ha ido haciendo familiares para muchos navarros que, aquí y allá, le han visto ir tomando notas de luz y de dibujo en medio de nuestra propia naturaleza, bosquejos sobre los que posteriormente, y en su estudio, trabaja seriamente.
Falleció el 6 de septiembre de 1992 en Madrid.

## Obra
Ignacio Guibert no respondió  a un planteamiento filosófico en su pintura; él se sintió un trabajador de ella, tratándola desde su realidad de artesano. Sus obras responden a una temática de cuatro bloques: cuadros florales, marinas, paisajes y obras varias.
Los cuadros florales son los más numerosos y los que demuestran el manejo por parte de Guibert de la herencia de la escuela española más tradicional. Tienen una relación directa con la emoción estética, conseguida a través de una composición cuidada al extremo, con centros florales, canastas o jarrones. Además de una gran composición técnica, son cuadros muy coloridos y brillantes.

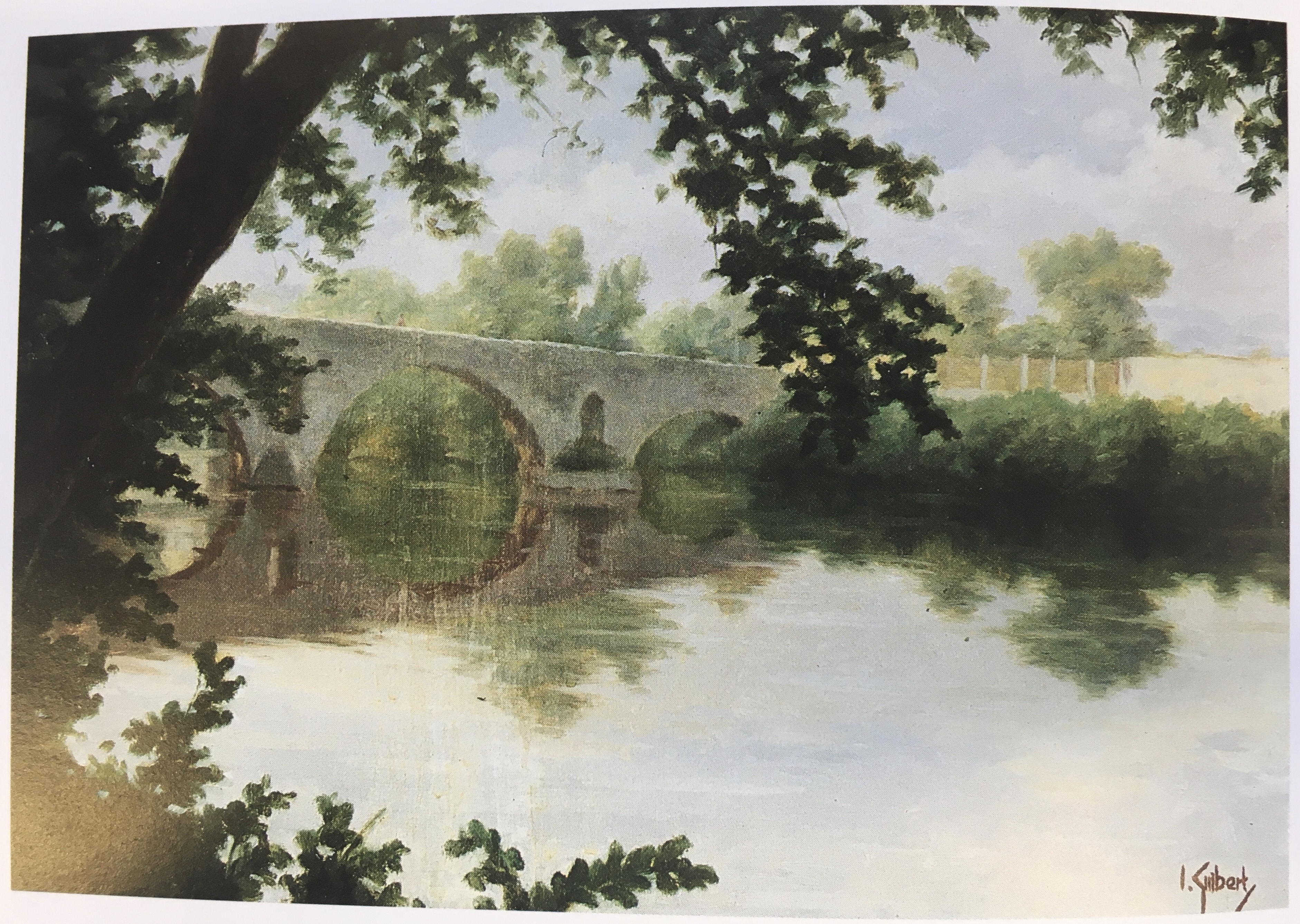
La Magdalena, Ignacio Guibert

A pesar de no ser tan abundantes en su desarrollo artístico, las marinas fueron aquello que le consiguió el renombre nacional e internacional dentro del mercado artístico de principios del siglo XX, atrayéndo la atención de numerosos críticos de arte, como Julio Trenas o Salvador Martín Cruz.  Ignacio Guibert pintó tanto paisajes de costa como de mar adentro de toda la geografía peninsular: la Costa Brava, las aguas de Levante, de Cantabria, Santander y Galicia.
En el bloque de paisajes se engloban la pintura de la geografía española: montañas, caseríos y prados verdes del norte de la península, donde se destaca la obra "Caserío de Baztán",un reflejo del paisajismo vasco. Y paisajes propios del interior y la zona meridional, conservados  actualmente en territorio madrileño bajo el título "Calle de pueblo", en los que se puede vislumbrar una influencia o carácter más expresionista a la hora de pintarlos. Dentro de esta temática también se encuentran sus pinturas de bosques, ríos y campos al modo realista decimonónico, ejecutados con la misma técnica preciosista de toda su producción. 
Finalmente, Guibert también pintó retratos o desnudos, pero de manera más escasa. La obra más conocida de esta categoría temática sería el retrato de Jesús Basiano, actualmente en el Museo de Navarra. Y, al igual que con algunas de sus obras dedicadas a paisajes, encontramos en esta producción temática algunas obras con un carácter más expresionista, como la obra titulada "Bailarines".
Así, compartió con los artistas navarros de su generación la pasión por los paisajes al aire libre y los temas costumbristas, participando de algunas de las modas que imperaban en la España más modernizada del momento desde el punto de vista artístico, si bien es verdad que sus obras responden a las tendencias más tradicionales de la época, apegado a una concepción decorativa del arte.

### Descripción técnica

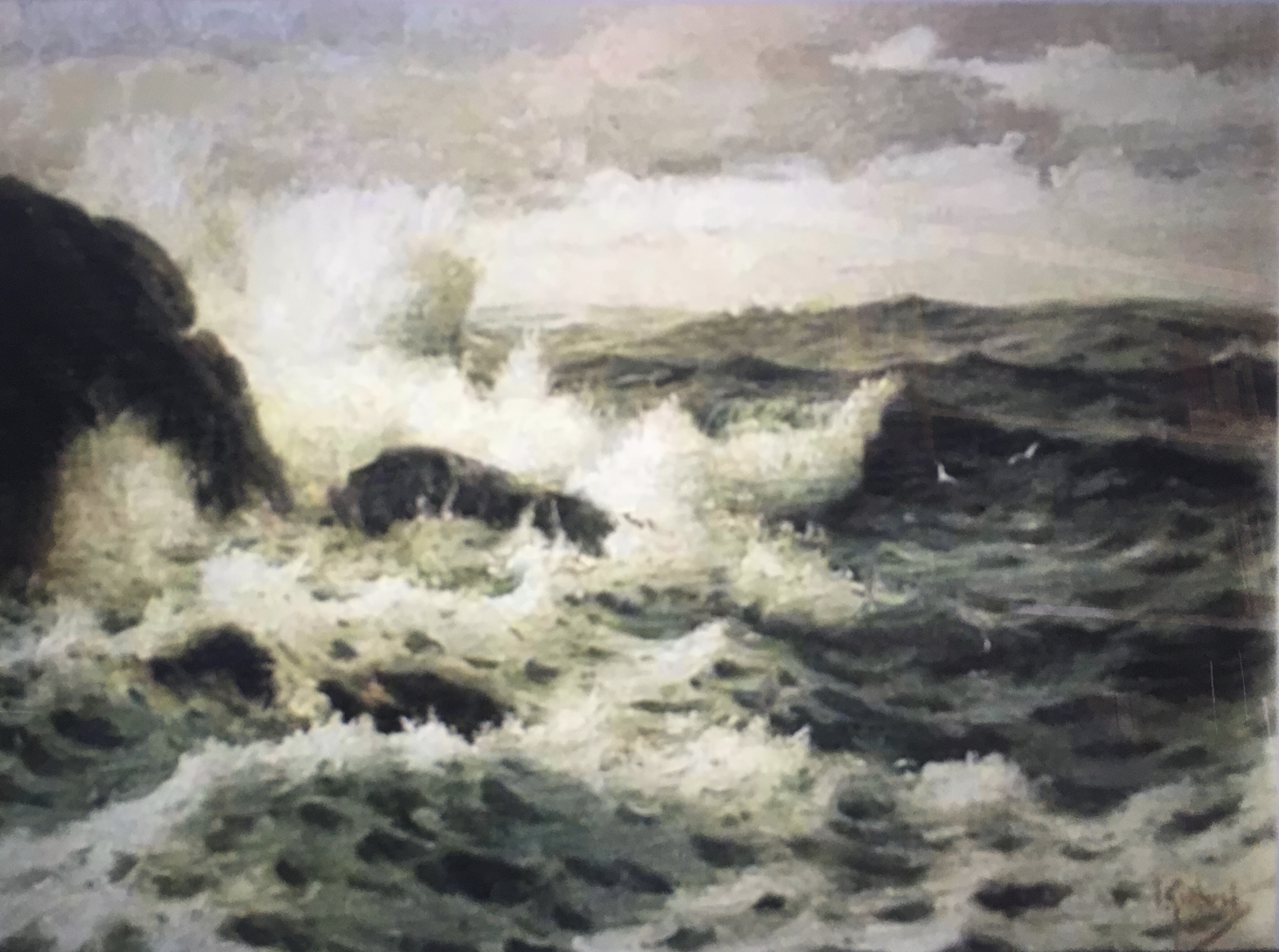
Oleaje, Ignacio Guibert

Sus cuadros, lienzos de tamaño medio generalmente, se componen de numerosos colores, predominando el verde, del que se consigue una gama muy amplia de tonalidades. Dominó la técnica pictórica, manejando con soltura la composición de sus temas.
Se le ha comparado en ocasiones con el pintor Joaquín Sorolla, sobre todo a la hora de trasladar momentos ordinarios a grandes temas.

## Reconocimiento y Premios
Obtuvo la Medalla de bronce en el certamen de Arte de Educación y Descanso de Pamplona.

## Exposiciones
• 1951, abril, Sala Ibáñez de Pamplona.
• 1952, Barcelona.
• 1952, Bilbao.
• 1952, Pamplona, sala EGUI.
• 1956, Valladolid.
• 1960, Bilbao.
• 1961, Bilbao.
• 1961, Oviedo.
• 1962, mayo, Salón Cano de Madrid, Carrera San Jerónimo, 38.
• 1963, mayo, Salón Cano de Madrid  (marinas).
• 1964, mayo, Salón Cano de Madrid.
• 1965, mayo, Salón Cano de Madrid (marinas).
• 1966, mayo, Salón Cano de Madrid (marinas).
• 1968, mayo, Salón Cano de Madrid.
• 1969, diciembre, Salón Cano de Madrid.
• 1974, Pamplona, Sala García Castañón de la CAMP.
• 1975, Bilbao.
• 1976, Madrid, Sala Círculo 2.
• 1976, Bilbao.
• 1977, Pamplona, Sala García Castañón de la CAMP.
• 1977, Madrid, Sala Círculo 2.
• 1976, Pamplona, Sala García Castañón de la CAMP.
• 1978, Bilbao.
• 1978, Vitoria.
• 1978, Madrid, Sala Círculo 2.
• 1979, Logroño.
• 1979, Bilbao.
• 1979, Alicante.
• 1979, Madrid, Sala Círculo 2.
• 1980, Madrid, Sala Círculo 2.
• 1981, abril, Sala García Castañón de la CAMP en Pamplona.
• 1981, Valencia.
• 1981, diciembre, Salón Cano de Madrid
• 1983, marzo, Sala Conde Rodezno de la CAMP en Pamplona.
• 1984, noviembre, Sala Toison, Calle Arenal, 5.
• 1988, abril, Salones del Hotel la Perla de  Pamplona.
• 1990, mayo, Sala Conde Rodezno de la CAMP, en Pamplona